# Damphreux
Damphreux is een plaats en voormalige gemeente in het Zwitserse kanton Jura en maakt deel uit van het district Porrentruy.
Damphreux telt 169 inwoners.

## Geschiedenis
Damphreux fuseerde op 1 januari 2023 met Lugnez tot de gemeente Damphreux-Lugnez.

## Externe link

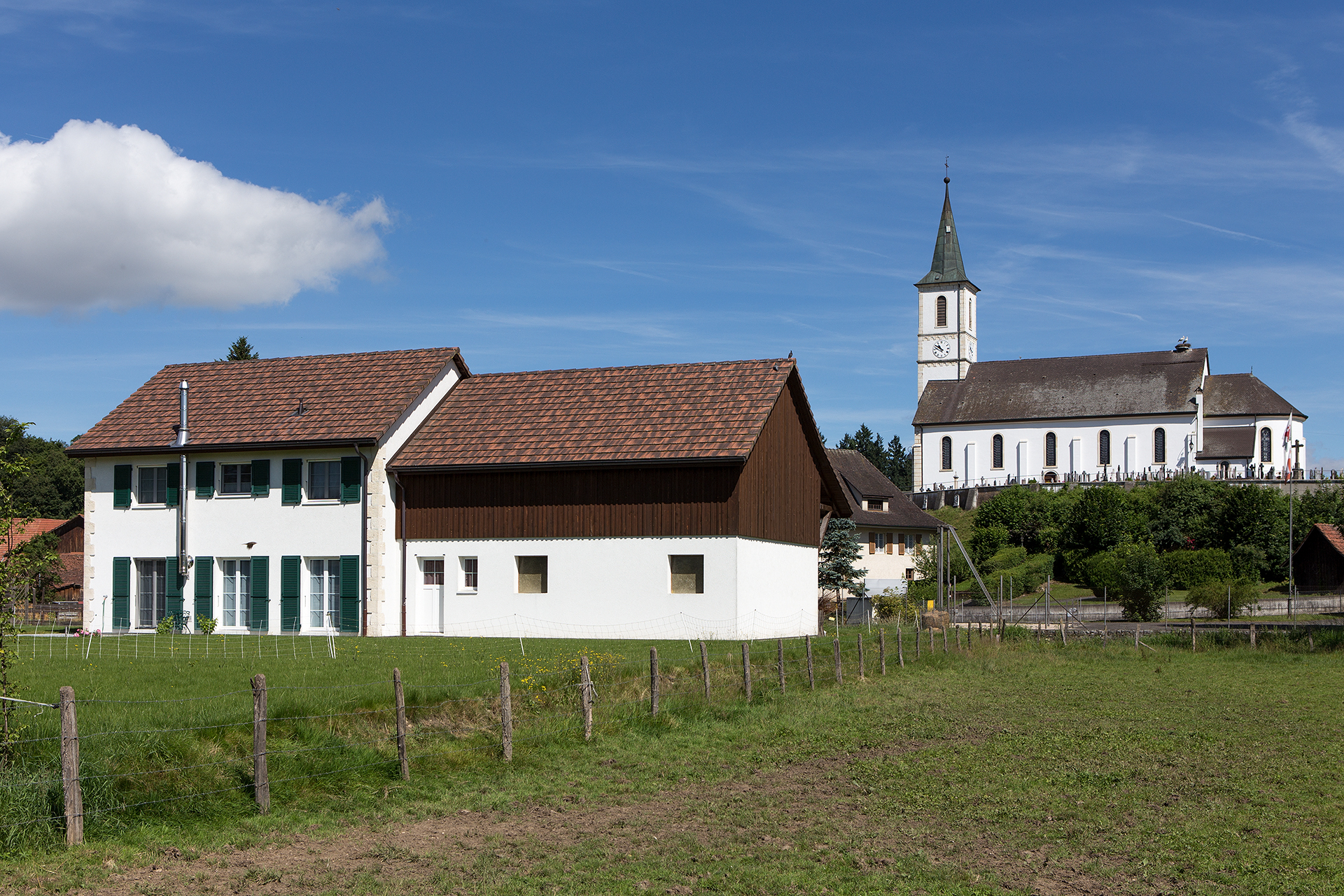
De kerk van Damphreux